# Greenbush (Virginia)
Greenbush es un lugar designado por el censo situado en el condado de Accomack, Virginia  (Estados Unidos). Según el censo de 2010 tenía una población de 220 habitantes.

## Demografía
Según el censo de 2010, Greenbush tenía una población en la que el 59,5% eran blancos; el 25,0% afroamericanos; el 3,6% eran indios americanos y nativos de Alaska; el 0,5% eran asiáticos; el 0,0% hawaianos y otros isleños del Pacífico; el 11,4% de otra raza, y el 0,0% a partir de dos o más razas. El 23,2% del total de la población eran hispanos o latinos de cualquier raza.